# Serpentine River
Serpentine River är ett vattendrag i Australien. Det ligger i delstaten Western Australia, omkring 67 kilometer söder om delstatshuvudstaden Perth.
Trakten runt Serpentine River består till största delen av jordbruksmark. Runt Serpentine River är det mycket glesbefolkat, med 5 invånare per kvadratkilometer. Genomsnittlig årsnederbörd är 1 043 millimeter. Den regnigaste månaden är maj, med i genomsnitt 187 mm nederbörd, och den torraste är februari, med 6 mm nederbörd.